# Диди
Валди́р Пере́йра (порт.-браз. Valdir (Waldyr) Pereira; 8 октября 1928 или 8 октября 1929, Кампус-дус-Гойтаказис, Рио-де-Жанейро — 12 мая 2001, Рио-де-Жанейро), более известный под именем Диди (порт.-браз. Didi) — бразильский футболист, опорный полузащитник. За сборную Бразилии провёл 74 матча и забил 21 гол. Двукратный чемпион мира (1958, 1962). Был автором удара под названием «сухой лист» (Folha Seca). Автор первого гола в истории стадиона «Маракана», забитого 15 июня 1950 года в матче сборных штата Рио-де-Жанейро и штата Сан-Паулу (победа штата Сан-Паулу 3:1). После завершения карьеры футболиста работал тренером.
В 2000 году, за год до смерти, был включён в Зал Славы ФИФА, в том же году удостоился памятного знака на воротах Мараканы. По опросу МФФИИС занимает 19-е место среди лучших футболистов мира XX века. Занимает 39-е место среди лучших игроков XX века по версии журнала World Soccer. Занимает 29-е место среди лучших игроков XX века по версии Guerin Sportivo. Занимает 13-е место среди лучших игроков за всю историю футбола по версии журнала Placar.

Я — ничто, по сравнению с Диди. Я никогда не буду в какой-либо степени хорош, как он. Он — мой идол, он парень, на которого я смотрю снизу вверх. Самые первые картинки, которые я купил, были с его портретом.— Пеле

## Карьера
Диди родился на улице Акибадан в Кампус-дус-Гойтаказис в семье футболиста, игрока клуба «Гойтаказ», Артура Оскара, который видел будущее сына связанным с футболом и его супруги, Марии. В возрасте 14-ти лет он серьёзно заболел из-за инфекции в правом колене, полученной после травмы в одном из матчей в «Пеладу», его ногу могли ампутировать, однако бразилец выздоровел (хотя и провёл несколько месяцев в инвалидной коляске) и продолжил карьеру футболиста. Во многом он смог выздороветь благодаря помощи своей бабушки Креозолины, которая во время его болезни почти всё время проводила с ним, постоянно молилась и натирала его ногу народным средством, маслом из почек овцы.
После того, как Диди вылечился, он стал играть за любительскую команду из района Лапа, которую поддерживала местная текстильная фабрика. Затем он перешёл в молодёжный состав клуба «Сан-Кристован», а потом в клуб «Ленсоэнсе». Потом он подписал контракт с клубом «Рио-Бранко», откуда перешёл в другую местную команду — «Американо». Затем Диди уехал в Рио-де-Жанейро, в клуб «Мадурейра». В этом клубе он сначала играл за молодёжный состав, а затем был переведён в основу, где превосходно провёл чемпионат штата в 1948 году.
Диди выступал за множество команд, начало наиболее удачной части его карьеры пришлось на время в клубе «Флуминенсе», куда он перешёл в конце 1949 года за 500 тыс. крузейро. За «Флу» Валдир провёл 298 матчей с 1949 по 1956 год и забил 91 гол. В тот же период журналист Нелсон Родригес прозвал Диди «Эфиопским принцем» за то, что Диди всегда был одет в строгий и элегантный костюм при галстуке. Во время игры за «Флу» Диди придумал свой знаменитый удар «folha seca» («сухой лист»), которым он забил гол в ворота «Америки» в 1956 году. В 1950 году Валдир стал автором первого гола в истории стадиона Маракана, выступая за сборную штата Рио против сборной штата Сан-Паулу (3:1). Диди ушёл из команды вследствие предрассудков, царивших по поводу чернокожих игроков в бразильском футболе. Последним матчем Валдира за клуб стал матч 5 февраля 1956 года против «Васко да Гамы», в котором его команда победила 3:1.
Уйдя из «Флуминенсе» в 1956 году Диди перешёл в «Ботафого», заплативший за трансфер полузащитника 1,850 млн. крузейро — рекордную сумму для бразильского футбола на тот момент. Эти деньги собирали всем клубом, взяв многочисленные кредиты, а также личные сбережения руководства команды. Он дебютировал в клубе 11 марта 1956 года в матче с «Американо», завершившемся победой «Ботафого» со счётом 3:1 (Диди забил второй гол). Команда в те годы была одной из сильнейших в истории бразильского футбола, в ней играли Гарринча, Нилтон Сантос, Марио Загалло, Куарентинья, Жерсон, Манга и Амарилдо. Перед финалом чемпионата штата Сан-Паулу 1957 года, в котором его команда играла с «Флуминенсе», Диди дал обещание поклонникам, если его клуб выиграет, то он пройдёт весь путь от «Мараканы» до клубного офиса «Ботафого». После победы он проделал этот путь, в котором его сопровождали 5000 фанатов команды.
В период с июля 1959 по 1960 год Диди выступал за испанский «Реал Мадрид», заплативший за трансфер полузащитника 80 тыс. долларов. Видеть Диди в своих рядах желал сам президент «Реала», Сантьяго Бернабеу. Первоначально бразильцу очень нравилось в Мадриде, он даже звал в команду своего друга Пеле. Но позже в «Реале» у Диди не заладилось: главные звёзды клуба, Альфредо Ди Стефано и Ференц Пушкаш, на поле почти не пасовали Диди из-за того, что бразильский новичок сразу отнял у них часть поклонников. К тому же Диди получал самую высокую заработную плату среди всех игроков команды. После сезона в «Королевском клубе» Диди вернулся в Бразилию, сказав: «Это была не моя команда». Всего за «Реал» Диди провёл 58 матчей и забил 31 гол. Любопытно, что перед отъездом бразилец пожал руку каждому игроку «Королевского клуба», за исключением Альфредо, на которого он просто пристально посмотрел. В дверях он крикнул Альфредо: «А с тобой мы ещё встретимся в Чили!», но получил ответ: «А ты не поедешь ни в какое Чили. Ты стар, твоей карьере конец».

«Никто не сомневался в его высочайшей технике, в изяществе обращения с мячом, но мы больше нуждались в игроке-разрушителе, волнорезе при атаках соперника, а он меньше всего подходил на эту роль. Диди — игрок паса, с которого начинаются атакующие действия. Он мастер завязывать атаки, а не вести черновую работу. Не смог он адаптироваться и к более быстрому ритму испанских клубов».— Альфредо Ди Стефано
После этого он вернулся в «Ботафого», выкупивший игрока за 27,5 тыс. долларов. Там игрок с перерывами провёл 5 лет (последний матч 24 февраля 1965 года с клубом «Монтеррей», счёт 3:0). Всего за «Ботафого» полузащитник провёл 313 матчей и забил 114 голов. Затем он играл за «Сан-Паулу» (первый период 3 месяца), за который провёл 4 игры, в трёх из них его команда проиграла, перуанский «Спортинг Кристал» и мексиканский «Веракрус».
Завершив карьеру игрока, Диди стал работать тренером в «Спортинг Кристале», а в 1968 году возглавил сборную Перу. Диди смог вывести команду в финальную часть чемпионата мира 1970, где перуанцы достигли стадии 1/4 финала, проиграв только бразильцам. Теофило Кубильяс позже вспоминал: «Диди был человеком, который научил меня забивать со штрафных и как бить. Также я из-за него, несмотря на то, что был правшой, упорно работал, пока не смог использовать обе ноги одинаково хорошо». Позже Валдир работал в Кувейте, Турции и Аргентине, где он сделал «Ривер Плейт» лидером чемпионата, однако не смог продолжить работу из-за отсутствия сертификата на тренерскую деятельность. Он завершил тренерскую карьеру в 1990 году из-за болей после операции на позвоночнике.
Завершив карьеру тренера, Диди планировал работать в Канаде, курируя собственную программу воспитания молодых футболистов 7-12 лет. 12 мая 2001 года Диди умер в больнице Педру Эрнесту в Вила Изабель, в сотне метров от стадиона Маракана, через два дня после операции по удалению части кишечника и мочевого пузыря, связанных с осложнениями от рака по одним данным прямой кишки, по другим — печени, из-за которого он долгое время не покидал пределов своего дома. На следующий день «Реал», игравший матч чемпионата, почтил память Диди минутой молчания.

## Международная карьера

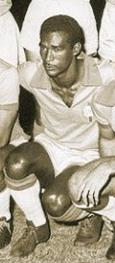
Диди в составе сборной Бразилии

За сборную Бразилии Диди стал выступать с 6 апреля 1952 года, когда он дебютировал в матче с Мексикой на Панамериканских играх, где бразильцы стали чемпионами. 16 апреля того же года Диди забил свой первый гол за сборную, поразив ворота Уругвая. На следующий год он поехал на чемпионат Южной Америки, где бразильцы заняли второе место. Сам Диди запомнился на турнире удалением в матче с Перу, после чего он попытался напасть на арбитра и был скручен полицией, находящейся на стадионе.
В 1954 году Диди поехал на свой первый чемпионат мира, там он провёл 3 игры и забил 2 гола. В четвертьфинале бразильцы встречались с Венгрией. Матч, проходивший 27 июня, впоследствии получил название «Битва в Берне» из-за многочисленных неспортивных действий игроков, включая Диди, ставшего участником драки; корреспондент Times сообщил в своём репортаже: «никогда я не видел такой жестокой борьбы». Бразилия матч проиграла 2:4 и вылетела из розыгрыша турнира.
В 1958 году Диди поехал на свой второй чемпионат мира, там он забил 1 гол, исполнив «сухой лист» в ворота Франции с 25-ти метров, после этого про «сухой лист» узнал весь мир. До этого, в отборочных матчах к первенству, он забил таким же образом победный гол в ворота сборной Перу за 8 минут до конца встречи, этот мяч вывел бразильцев в финальный турнир чемпионата.

«У меня была повреждена щиколотка и поэтому я изменил манеру удара, чтобы боль так не досаждала. Мяч двигался словно дьявол»
В том же турнире Диди сделал несколько голевых пасов, особенно часто давая передачи на 40 метров Гарринче, продемонстрировал технику обращения с мячом, например, в финальной игре он смог обыграть между ног Гуннара Грена, считавшего главным диспетчером соперников Бразилии, шведов. Товарищи по команде говорили про Диди, что «он может попасть в монету с любой точки поля» и что он «может заставить мяч говорить». На том чемпионате мира Диди получил прозвище «Мистер футбол» от французского журналиста Габриэля Ано, который высчитал, что в финальном матче Диди сделал 52 паса и ни разу не ошибся в передаче, по аналогии с прозвищем Пеле, которого назвали «Король футбола». По словам Марио Загалло, во время финальной игры, в которой бразильцы проигрывали, он сказал ему: «Успокойся, мальчик. Мы — по-прежнему лучше, чем они. Не волнуйся, мы перевернем эту игру очень скоро», после чего футболисты Бразилии успокоились, и спустя 5 минут забили ответный мяч.
Последнюю игру за сборную Диди провёл на чемпионате мира 1962, где сыграл в финале с чехословаками, став двукратным чемпионом мира.

## Стиль игры
Диди никогда не был скоростным игроком, несмотря на то, что он играл в хорошо физически подготовленных командах. Диди часто останавливался, играя роль первого распасовщика, отдавая мяч вперёд на нападение. Он делал длинные передачи на 30—40 метров, и почти всегда точно. Диди связывал защиту и нападение команды, являясь при этом главным диспетчером. Он говорил: «Мне не нужно бегать. Я принимаю мяч в 40 метрах. Почему я должен бежать 35 метров, чтобы дать мяч на 5 метров, если я могу пробежать 5 метров и сделать пас, по меньшей мере, на 40 метров?».
Помимо своей игры Диди отличался лидерским талантом. К его мнению всегда прислушивались не только игроки, но и тренеры, и руководство команд.
Диди считают одним из авторов стиля игры всего бразильского футбола, называемого Жогу Бониту.

## Личная жизнь
Диди был дважды женат, первую супругу звали Мария Луиза, более известную как Жоинья, он обвенчался с ней в конце 1949 года. У них был сын, Биби, также ставший футболистом. Мария очень ревновала Диди, в частности, когда тот уже ушёл из семьи, она ночью облила его дом керосином и подожгла. Позже у него был роман с актрисой Гийомар Батистой, ставшей его второй женой, которую уже Диди всегда страстно ревновал, как и сама Гийомар, однажды разрезавшая ножницами все костюмы футболиста. Через 37 дней после смерти мужа Гийомар скончалась в той же больнице, что и Диди.
Диди также отличался нестандартным размером обуви: одна нога у него была 40-го, а вторая — 41 размера.

## Статистика
| Сезон   | Клуб             | Чемпионат | Чемпионат | Чемпионат |
| Сезон   | Клуб             | Лига      | Игры      | Голы      |
| ------- | ---------------- | --------- | --------- | --------- |
| 1947    | Мадурейра        | Кариока   | 15        | 6         |
| 1948    | Мадурейра        | Кариока   | 17        | 2         |
| 1949    | Флуминенсе       | Кариока   | 16        | 0         |
| 1950    | Флуминенсе       | Кариока   | 18        | 7         |
| 1951    | Флуминенсе       | Кариока   | 24        | 4         |
| 1952    | Флуминенсе       | Кариока   | 20        | 8         |
| 1953    | Флуминенсе       | Кариока   | 27        | 14        |
| 1954    | Флуминенсе       | Кариока   | 23        | 12        |
| 1955    | Флуминенсе       | Кариока   | 22        | 6         |
| 1956    | Ботафого         | Кариока   | 22        | 17        |
| 1957    | Ботафого         | Кариока   | 17        | 12        |
| 1958    | Ботафого         | Кариока   | 25        | 12        |
| 1959/60 | Реал Мадрид      | Примера   | 19        | 6         |
| 1960    | Ботафого         | Кариока   | 17        | 9         |
| 1961    | Ботафого         | Кариока   | 22        | 7         |
| 1962    | Ботафого         | Кариока   | 5         | 3         |
| 1962    | Спортинг Кристал | Примера   | ?         | ?         |
| 1963    | Спортинг Кристал | Примера   | ?         | ?         |
| 1964    | Ботафого         | Кариока   | 11        | 1         |
| 1964    | Сан-Паулу        | Паулиста  | ?         | ?         |
| 1964/65 | Веракрус         | Примера   | 26        | 4         |
| 1965/66 | Веракрус         | Примера   | 3         | 0         |
| 1966    | Сан-Паулу        | Паулиста  | 4         | 0         |

## Достижения

### Как игрок

#### Командные
- Чемпион турнира города Кампус-дус-Гойтаказис: 1946
- Чемпион штата Рио-де-Жанейро (4): 1951, 1957, 1961, 1962
- Обладатель Кубка Рио: 1952
- Чемпион Панамериканских игр: 1952
- Обладатель Кубка муниципалитета Параны: 1954
- Финалист Кубка Америки (3): 1953, 1957, 1959
- Обладатель Кубка Атлантики (2): 1958, 1961
- Обладатель Кубка Освалдо Круза (2): 1958, 1961
- Чемпион мира (2): 1958, 1962
- Обладатель Кубка европейских чемпионов: 1960
- Чемпион турнира Рио-Сан-Паулу (3): 1963, 1964, 1966

#### Личные
- Лучший футболист чемпионата мира: 1958

### Как тренер
- Чемпион Бразилии (1): 1986 («Сан-Паулу»)
- Чемпион Японии (1): 1993 («Верди Кавасаки»)
- Чемпион штата Сан-Паулу (2): 1973 («Сантос»), 1986 («Сан-Паулу»)
- Чемпион штата Сеара (1): 1985 («Форталеза»)